# Unione Sportiva Pontedera 1989-1990
Questa voce raccoglie le informazioni riguardanti l'Unione Sportiva Pontedera nelle competizioni ufficiali della stagione 1989-1990.

## Rosa
| N. |                   | Ruolo | Calciatore           |
| -- | ----------------- | ----- | -------------------- |
|    | Italia (bandiera) | D     | Gino Balli           |
|    | Italia (bandiera) | D     | Alessandro Benedetti |
|    | Italia (bandiera) | P     | Leonardo Biondi      |
|    | Italia (bandiera) | P     | Alessandro Cantini   |
|    | Italia (bandiera) | A     | Alessandro Caponi    |
|    | Italia (bandiera) | C     | Riccardo Cini        |
|    | Italia (bandiera) | C     | Mauro De Angelis     |
|    | Italia (bandiera) | C     | Claudio Di Francesco |
|    | Italia (bandiera) | C     | Alessandro Galli     |
|    | Italia (bandiera) | C     | Luca Gemmi           |
|    | Italia (bandiera) | C     | Ivan Maraia          |

| N. |                   | Ruolo | Calciatore              |
| -- | ----------------- | ----- | ----------------------- |
|    | Italia (bandiera) | D     | Luca Matteucci          |
|    | Italia (bandiera) | D     | Davide Nannipieri       |
|    | Italia (bandiera) | A     | Massimo Parlanti        |
|    | Italia (bandiera) | C     | Andrea Perfetti         |
|    | Italia (bandiera) | A     | Andrea Petroni          |
|    | Italia (bandiera) | A     | Gianluca Rosati         |
|    | Italia (bandiera) | C     | Matteo Rossi            |
|    | Italia (bandiera) | D     | Vincenzo Russo          |
|    | Italia (bandiera) | C     | Gian Pietro Tagliaferri |
|    | Italia (bandiera) | D     | Marco Ulisse            |